# Nico Rinderknecht
Nico Rinderknecht (Gießen, 11 oktober 1997) is een Duitse profvoetballer die bij voorkeur op als defensieve middenvelder speelt. Sinds het seizoen 2016/17 staat onder contract bij Bundesligaclub FC Ingolstadt 04.

## Carrière
Rinderknecht begon zijn carrière bij VfB Gießen in zijn geboortestad en speelde vervolgens tot 2011 voor TSG Wieseck. In dat jaar maakte hij de overstap naar het profvoetbal en tekende hij een contract bij de jeugdopleiding van Bundesligaclub Eintracht Frankfurt. Op 13 december 2015 maakte hij zijn competitiedebuut voor het eerste in de wedstrijd tegen Borussia Dortmund die met 4-1 verloren ging. Hij kwam in de 85e minuut het veld op als vervanger van David Abraham.
Op 28 juni 2016 werd bekendgemaakt dat Rinderknecht transfervrij de overstap zou maken naar Bundesligaconcurrent  FC Ingolstadt 04, waar hij een contract tot 2019 tekende.

## Clubstatistieken
| Seizoen                    | Club                       |                            | Competitie                 | Competitie | Competitie | Beker | Beker | Internationaal | Internationaal | Overig | Overig | Totaal | Totaal |
| Seizoen                    | Club                       | Wed.                       | Competitie                 | Dlp.       | Wed.       | Dlp.  | Wed.  | Dlp.           | Wed.           | Dlp.   | Wed.   | Dlp.   |        |
| -------------------------- | -------------------------- | -------------------------- | -------------------------- | ---------- | ---------- | ----- | ----- | -------------- | -------------- | ------ | ------ | ------ | ------ |
| 2015/16                    | 1. FSV Mainz 05            | Vlag van Duitsland         | Bundesliga                 | 1          | 0          | 0     | 0     | -              | -              | -      | -      | 1      | 0      |
| Totaal Eintracht Frankfurt | Totaal Eintracht Frankfurt | Totaal Eintracht Frankfurt | Totaal Eintracht Frankfurt | 1          | 0          | 0     | 0     | -              | -              | -      | -      | 1      | 0      |
| Totaal                     | Totaal                     | Totaal                     | Totaal                     | 1          | 0          | 0     | 0     | -              | -              | -      | -      | 1      | 0      |

Bijgewerkt t/m 29 juni 2016
1 Funk ·
2 Hoppe ·
6 Guwara ·
7 Borkowski ·
8 Kanuric ·
9 Heike ·
10 Dittgen ·
11 Grönning ·
16 Malone ·
17 Besuschkow ·
18 Dühring ·
19 Cvjetinović ·
20 Deichmann ·
22 Costly ·
23 Seiffert ·
29 Kopacz ·
30 Drakulic ·
32 Lorenz ·
34 Fröde  ·
37 Testroet ·
38 Zeitler ·
41 Simoni ·
43 Keidel ·
46 Dehler ·
Coach: Wittmann